# يوجين إس. غافني
يوجين إس. غافني (بالإنجليزية: Eugene S. Gaffney)‏ هو عالم زواحف أمريكي، ولد في 12 أغسطس 1942.